# توماتروپ

شبیه سازی نمایش یک توماتروپ

توماتروپ وسیله‌ای شامل دایرهٔ مقوایی می‌باشد که هر طرف مقوا دارای یک تصویر است. وقتی که مقوا به وسیله نخ در دوطرف آن با انگشتان دست به سرعت چرخانده می‌شود، نور هردو تصویر همزمان در چشم ما ثبت شده و در نتیجه ما یک تصویر از هردو طرف می‌بینیم.
برای مثال اگر در یک طرف مقوا گل سرخ و طرف دیگر یک گلدان باشد، با چرخاندن مقوا چشم ما یک گل در گلدان می‌بیند.
این وسیله در قرن ۱۹ از وسایل محبوب سرگرمی بود و مخترع آن را به ژان آیرتون پاریس نسبت می‌دهند.